# 5603 Rausudake
5603 Rausudake (1992 CE) là một tiểu hành tinh nằm phía ngoài của vành đai chính được phát hiện ngày 5 tháng 2 năm 1992 bởi Endate và Watanabe ở Kitami.